# Acrocercops argyrosema
Acrocercops argyrosema är en fjärilsart som beskrevs av Turner 1947. Acrocercops argyrosema ingår i släktet Acrocercops och familjen styltmalar. Inga underarter finns listade i Catalogue of Life.